# Agatangel (Prieobrażenski)
Agatangel, imię świeckie Aleksandr Ławrentjewicz Prieobrażenski (ur. 15 września?/27 września 1854 w Moczyłach, zm. 16 października 1928 w Jarosławiu) – rosyjski biskup prawosławny, święty nowomęczennik.

## Życiorys
Urodził się w rodzinie kapłana prawosławnego. Ukończył seminarium duchowne w Tule, zaś w 1881 także Moskiewską Akademię Duchowną, uzyskując dyplom kandydata nauk teologicznych. Podjął pracę wykładowcy łaciny w szkole duchownej w Ranienburgu. Po śmierci żony w 1885 złożył wieczyste śluby mnisze. 10 marca 1885, trzy dni po złożeniu ślubów, został wyświęcony na hieromnicha. W roku następnym został wyznaczony na inspektora seminarium duchownego w Tomsku, a następnie podniesiony do godności archimandryty. Powierzono mu również funkcję rektora seminarium duchownego w Irkucku. W 1889 został wyświęcony na biskupa kirieńskiego, wikariusza eparchii irkuckiej. Od 1893 był biskupem tobolskim i syberyjskim.
W październiku 1897 przeniesiony na katedrę ryską i mitawską, gdzie kontynuował działalność swoich poprzedników w zakresie rozkrzewiania prawosławia wśród miejscowej ludności wyznającej luteranizm. Doprowadził do renowacji szeregu istniejących już cerkwi oraz wznosił nowe. W okresie jego trzynastoletniej pracy duszpasterskiej na ziemiach łotewskich i estońskich powstał m.in. sobór św. Aleksandra Newskiego w Tallinnie oraz doszło do rozbudowy żeńskiego Piuchtickiego Monasteru Zaśnięcia Matki Bożej. 6 maja 1904 biskup Agatangel został podniesiony do godności arcybiskupiej.
W 1910 został przeniesiony na katedrę wileńską i litewską, zaś w 1913 – do eparchii jarosławskiej i rostowskiej. Działał w Związku Narodu Rosyjskiego.
Brał udział w Soborze Lokalnym Rosyjskiego Kościoła Prawosławnego w latach 1917–1918. Po zabójstwie metropolity kijowskiego Włodzimierza (Bogojawleńskiego) za zgodą soboru patriarcha moskiewski Tichon wyznaczył go na jednego z kandydatów do objęcia (jako locum tenens) przewodnictwa w Rosyjskim Kościele Prawosławnym w razie swojej śmierci, choroby lub uwięzienia. Hierarchia jarosławski był już wówczas metropolitą.
W 1918 r. pobłogosławił zamiar wszczęcia zbrojnego antybolszewickiego powstania w Jarosławiu przez Ludowy Związek Obrony Ojczyzny i Wolności.
W 1922 władze radzieckie rozpoczęły akcję propagandową wymierzoną w osobę patriarchy Tichona, atakując jego stanowisko w kwestii akcji konfiskaty majątku Rosyjskiego Kościoła Prawosławnego. Uznając, iż czasowo nie jest w stanie zarządzać Patriarchatem, Tichon przekazał tymczasowe kierownictwo Kościoła metropolicie piotrogrodzkiemu Beniaminowi, a gdy ten nie mógł go przejąć – metropolicie Agatangelowi. Ten skierował wówczas do wszystkich hierarchów Cerkwi list, w którym apelował o samodzielne zarządzanie swoimi eparchiami zgodnie z kanonami Kościoła do momentu odbudowy pełnej struktury najwyższych władz cerkiewnych. List ten stał się przyczyną jego aresztowania, a następnie skazania na trzyletnie zesłanie do Kraju Narymskiego. Metropolita po odbyciu kary powrócił do Jarosławia, po czym próbował ponownie stanąć na czele Kościoła jako locum tenens, pragnąc zastąpić pełniącego te obowiązki w okresie jego uwięzienia metropolitę Piotra (Polańskiego); ostatecznie jednak z zamiaru tego zrezygnował. Po aresztowaniu również metropolity Piotra ponownie zgłosił swoją kandydaturę na locum tenens Patriarchatu Moskiewskiego. Gdy funkcję tę objął ostatecznie metropolita Sergiusz (Stragorodski), Agatangel odmówił współpracy z nim, w odróżnieniu od wielu zdecydowanie konserwatywnych duchownych, sprzeciwiających się ugodowej polityce Sergiusza wobec władz radzieckich, uznał jego zwierzchność.
Pobyt w więzieniu i na zsyłce przyczynił się do znacznego pogorszenia stanu jego zdrowia. Duchowny zmarł 16 października 1928, do końca życia pozostając czynnym duszpasterzem.
W 2000 kanonizowany jako jeden z Soboru Świętych Nowomęczenników i Wyznawców Rosyjskich.